# Jaan Jüris
Jaan Jüris (* 23. Juni 1977 in Valga) ist ein ehemaliger estnischer Skispringer und heutiger Skisprungtrainer.

## Werdegang
Jüris gab sein internationales Debüt bei der Skiflug-Weltmeisterschaft 2000 in Vikersund. Ein Jahr später trat er bei der Nordischen Skiweltmeisterschaft 2001 in Lahti an. Ab dem Winter 2001/02 trat er regelmäßig im Skisprung-Continental-Cup (COC) an, im Januar 2002 debütierte er schließlich in Zakopane im Weltcup, konnte jedoch den zweiten Durchgang nicht erreichen. Wenig später nahm er auch an der Skiflug-Weltmeisterschaft 2002 in Harrachov teil. In der Folgezeit trat er wieder im COC an und wechselte im Januar 2003, nachdem er bei einem Continental Cup in Bischofshofen den vierten Platz belegt hatte, wieder in den Weltcup. Mit einem 15. Platz beim Springen am 9. Februar 2003 von der Mühlenkopfschanze in Willingen konnte er das beste Ergebnis seiner Karriere feiern. Einige Wochen später nahm er an der Nordischen Skiweltmeisterschaft 2003 im Val di Fiemme teil. In der Folgesaison 2003/04 nahm er durchgehend am Weltcup teil, konnte jedoch bei keinem Springen den zweiten Durchgang erreichen. Dennoch nahm er an der in Planica ausgetragenen Skiflug-Weltmeisterschaft 2004 teil. Die Saison 2004/05 verlief für ihn ebenso erfolglos wie die vorhergegangene. 2005/06 überstand er zumeist die Qualifikation für die Weltcup-Wettbewerbe nicht, konnte jedoch an den Olympischen Winterspielen 2006 in Turin teilnehmen. Von der Normalschanze belegte er den 50. Platz, von der Großschanze konnte er sich nicht qualifizieren. Nach den Olympischen Spielen trat Juris bislang meist erfolglos im COC an.
Nach sechsmonatiger Pause nahm Jüris am 12. und 13. September 2009 an seinen letzten beiden Skisprung-Wettkämpfen in Wisła im Rahmen des Continental Cups und belegte dabei die Plätze 64 und 63. Im Anschluss an die beiden Springen beendete er seine Karriere und ist heute als Skisprungtrainer aktiv.

## Statistik

### Weltcup-Platzierungen
| Saison  | Platz | Punkte |
| ------- | ----- | ------ |
| 2002/03 | 54.   | 028    |
| 2004/05 | 88.   | 002    |